# Fairon
Pour les articles ayant des titres homophones, voir Féron (homonymie).
Fairon (en wallon : Fèron) est un village de la commune belge de Hamoir située en Région wallonne dans la province de Liège.
Avant la fusion des communes, il formait avec Comblain-la-Tour la commune de Comblain-Fairon.
Depuis 1977, le nom de Combain-Fairon ne devrait donc plus être utilisé.

## Situation
Fairon se situe au confluent du ruisseau de Bloquay et de l'Ourthe. On remarquera d'ailleurs à hauteur de ce confluent une échelle à poissons permettant à certaines espèces de remonter le cours de ce petit ruisseau. Une passerelle inaugurée en 2019 permet de franchir l'Ourthe et de rejoindre Hamoir via la ferme de Tabreux en empruntant le RAVeL.
Contrairement aux localités voisines de Hamoir, Comblain-la-Tour et Comblain-au-Pont, le village de Fairon n'est pas bâti au bord de l'Ourthe mais à une centaine de mètres de la rivière. Il est traversé par la route nationale 654 Comblain-au-Pont - Hamoir.

## Géologie
Le village a la particularité de se trouver à cheval sur trois régions géologiques. Vers Comblain-la-Tour, la Calestienne est représentée par ses rochers calcaires. Dans le village mais aussi vers Hamoir, au bord de l'Ourthe, on peut observer le schiste propre à la Famenne. En direction d'Anthisnes, la carrière du Bloquay exploite le grès appartenant au Condroz.

## Histoire
Depuis le Moyen Âge et jusqu'en 1795 le village a fait partie de la Principauté de Stavelot-Malmedy (comté de Logne). Les imposants bâtiments de l'ancienne cour de justice qui se situent au centre du village remplissaient des fonctions administratives de la principauté et réglaient les petits délits. Ensuite, le village est repris dans le département de l'Ourthe sous le régime français jusqu'en 1815.

## Description

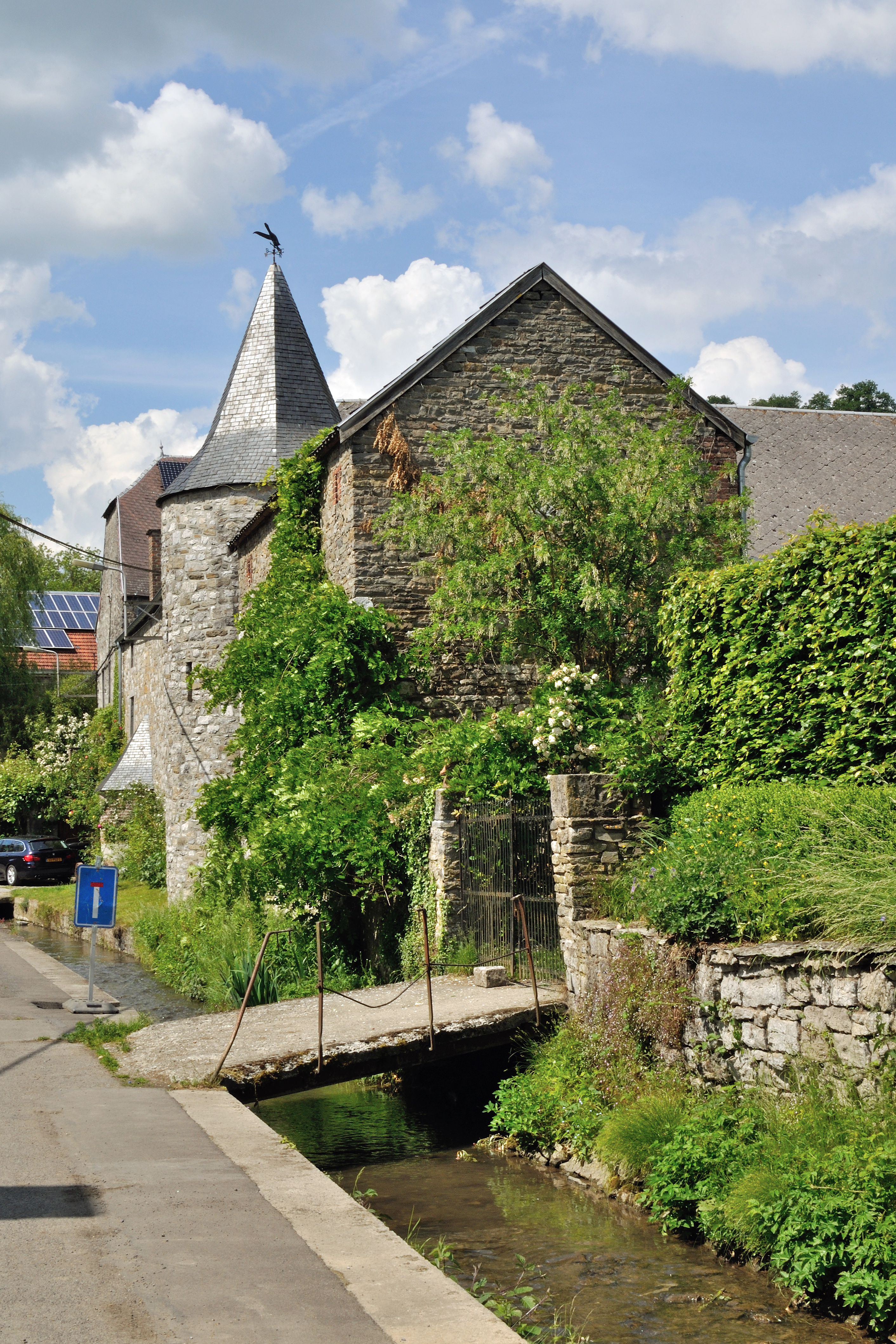
Le ruisseau de Bloquay

Le noyau du village est construit de manière concentrique autour de l'église entourée elle-même d'un mur en pierre calcaire et située sur une petite butte. Plusieurs maisons anciennes (XVIIIe siècle et XIXe siècle) en grès ou en calcaire apportent un certain charme au centre du village traversé par le ruisseau de Bloquay. Plusieurs anciennes bâtisses du centre du village s'appuient sur des veines de schiste appartenant à la Famenne. 
Le village est traversé par la route nationale 654 qui relie Comblain-au-Pont à Hamoir. Au sud de cette route, se trouvent l'église et le village initial tandis qu'au nord, les quartiers sont de construction plus récente. À l'est du village, se trouve le nouveau quartier de Chirmont, bâti sur une colline calcaire située 60 mètres au-dessus de l'Ourthe.
Plusieurs moulins à eau dont le plus ancien remonte à l’époque féodale fonctionnaient grâce au débit des eaux du Bloquay ou de l'Ourthe.

## Patrimoine
L'église Saint-Martin est formée d'une tour romane en moellons de grès sans doute d'origine médiévale ainsi que d'une triple nef de trois travées de style néo-gothique réalisée en 1872 d'après les plans de l'architecte H. Plenus. L'église et le cimetière sont ceints d'un mur et ombragés par un tilleul.
L'ancien moulin situé au no 5 de la rue du Moulin de Fairon est une imposante bâtisse en brique sur haut soubassement de moellons calcaires. La roue à aubes qui était placée en façade arrière a été démantelée.
Parmi les maisons en pierre calcaire du noyau ancien du village, on peut citer la demeure sise au no 1 de la rue du Centre. Cette maison du début du XVIIIe siècle est située derrière un jardinet clôturé. Elle est remarquable par sa porte d'entrée surmontée par une baie d'imposte comprenant un oculus ovale et une clé de voûte trapézoïdale.
L'ancienne cour de justice de la principauté de Stavelot-Malmedy est une ancienne ferme située aux nos 5/6/7 de la rue de la Justice.
Le moulin du Bloquay est situé le long de la route menant à Vien.

## Activités
Les rives de l'Ourthe invitent le promeneur à de jolies balades vers Hamoir ou Comblain-la-Tour.
Fairon compte un club de tennis de table.